# Johann Mayrhofer

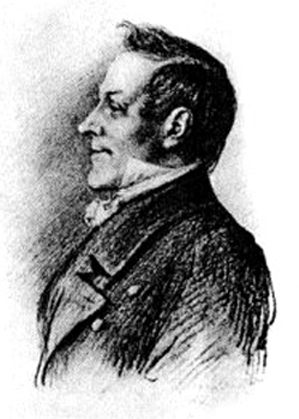
Schwind: Johann Mayrhofer

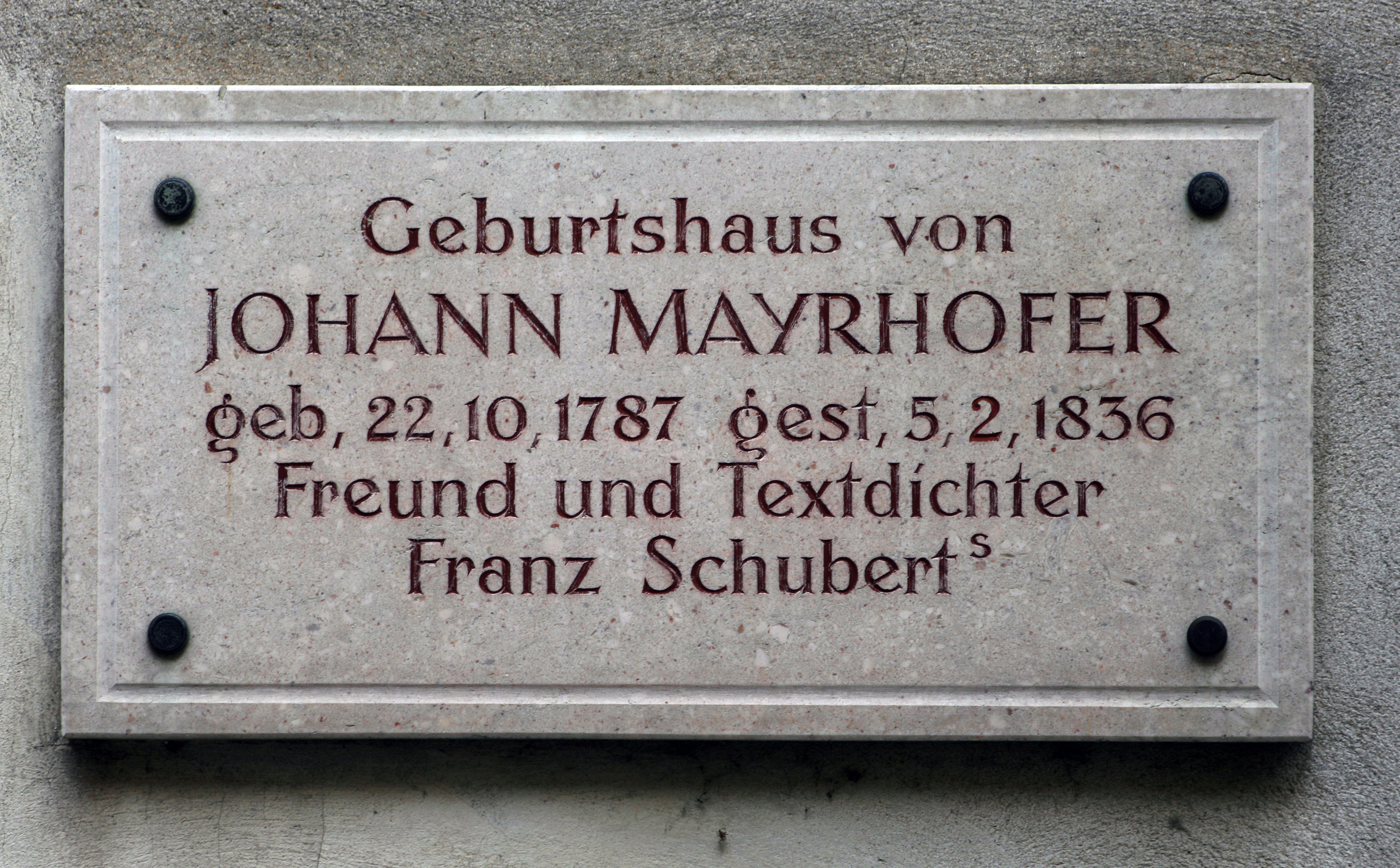
Mayrhofer's dates of birth an death

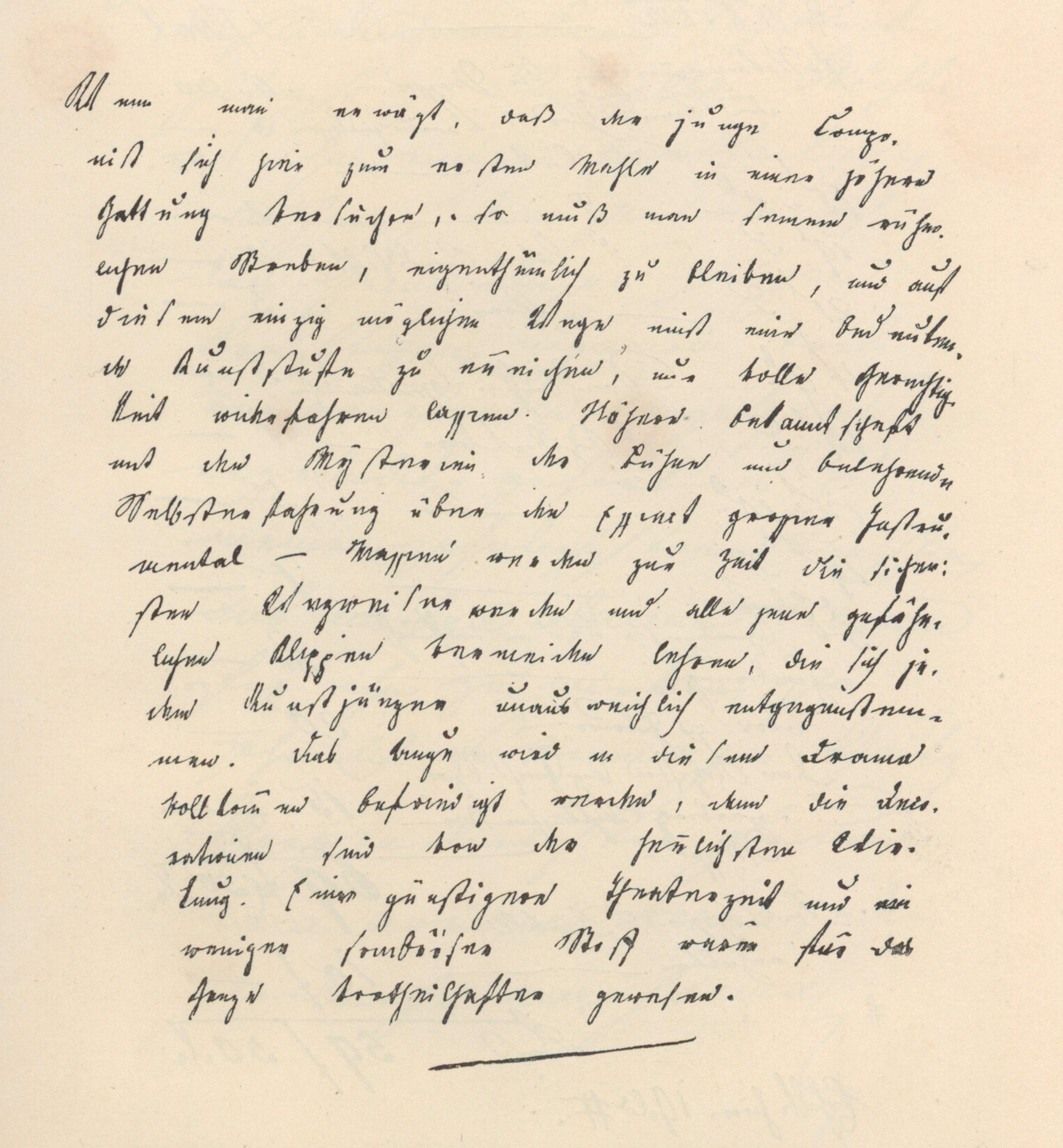
Johann Mayrhofer's manuscript 1820 (Schubert's "Zauberharfe", review)

Johann Baptist Mayrhofer, född 22 oktober 1787 i Steyr, Österrike, död 5 februari 1836 i Wien, var en österrikisk poet och nära vän till Franz Schubert.
Schubert tonsatte 47 dikter av Mayrhofer samt två libretton till sceniska verk.

## Libretti
- Die Freunde von Salamanca (1815)
- Adrast (1819)

## Works
- Edition 1824
- Ernst von Feuchtersleben’s Edition 1843